# MycoBank
MycoBank, este o bază de date online, care documentează noi nume și combinații micologice, combinate în cele din urmă cu descrieri și ilustrații. Acesta este condus de centrul de biodiversitate fungică Centraalbureau voor Schimmelcultures din Utrecht.
Fiecare noutate, după ce a fost verificată de experți nomenclaturiști și găsită în conformitate cu ICN (Codul Internațional de Nomenclatură pentru alge, fungi și plante), i se alocă un număr MycoBank unic înainte ca noul nume să fie publicat în mod valabil. Acest număr poate fi apoi citat de către autorul denumirii în publicația în care este introdus noul nume. Numai atunci, acest număr unic devine public în baza de date.
Procedând astfel, acest sistem poate ajuta la rezolvarea problemei de a ști ce nume au fost publicate în mod valabil și în care an.
MycoBank este legată de alte baze de date micologice importante, ar fi Index Fungorum, Life Science Identifiers, Global Biodiversity Information Facility (GBIF) și alte baze de date. MycoBank este unul dintre cele trei depozite nomenclaturale recunoscute de Nomenclature Committee for Fungi; celelalte sunt Index Fungorum și Fungal Names.